# Asamblea de notables

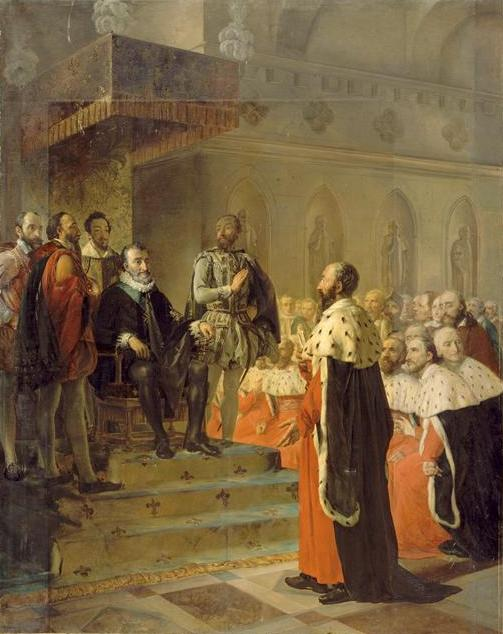
Asamblea de Notables reunida en el gran salón de la abadía de Saint-Ouen el 4 de noviembre de 1596 y presidida por Enrique IV

La Asamblea de notables (en francés: Assemblée des notables) fue una asamblea consultiva convocada por el rey de Francia. A diferencia de los Estados Generales, los miembros de la asamblea de notables eran elegidos por el rey, en lugar de ser electos por votación.
En los eventos previos a la Revolución francesa, se convocaron las dos últimas asambleas de notables, previamente a la convocatoria de los Estados Generales de 1789. La primera de estas asambleas se reunió el 22 de febrero de 1787 a iniciativa de Calonne, en aquel entonces ministro de finanzas de Francia, para discutir la situación financiera del país. Francia estaba en plena bancarrota, y Calonne esperaba que la asamblea aprobara un nuevo impuesto sobre la tierra que afectara también a los nobles y el clero, hasta el momento exentos de impuestos. La asamblea, formada principalmente por nobles arruinados por la exigente vida cortesana y que dependían de sus privilegios para mantenerse en ella, se negó a la reforma y fue disuelta el 25 de mayo.
La segunda se reunió en 1788 para discutir los asuntos relacionados con la convocatoria de los Estados Generales del año siguiente. Reunido por citación del ministro de relaciones exteriores, Vergennes.